# Parque nacional Conguillío
El parque nacional Conguillío está situado en la región de La Araucanía, 148 km al noreste de Temuco, en Chile. Tiene una superficie de 60 832 ha inicialmente formado por dos parques distintos (PN. Conguillío y PN. Los Paraguas) siendo unidos y formando el parque actual. La belleza del parque se debe a sus lagos y lagunas, al volcán Llaima, su vegetación nativa, destacando 
las araucarias, los ñirres, los coihues, las lengas, palos santos, raulíes, entre otros, que junto con las variadas plantas y flores conforman uno de los parques más visitados de Chile con más de 100.000 visitantes por año, llamando la atención mayormente a los turistas extranjeros, e incluso a la cadena de la BBC quien denominó a este parque nacional como uno de los últimos refugios del mundo en preservar el paisaje donde vivieron los dinosaurios. En este lugar se filmó parte del documental Paseando con dinosaurios, específicamente el capítulo centrado en el Cretácico superior: "Muerte de una dinastía".
Uno de los sectores que más atrae a los turistas es la subida a la Sierra Nevada, una alta cordillera volcánica donde se puede ver el comienzo del río Blanco, el lago Conguillío y el volcán Llaima de fondo, otorgando postales únicas para los visitantes.

## Toponimia

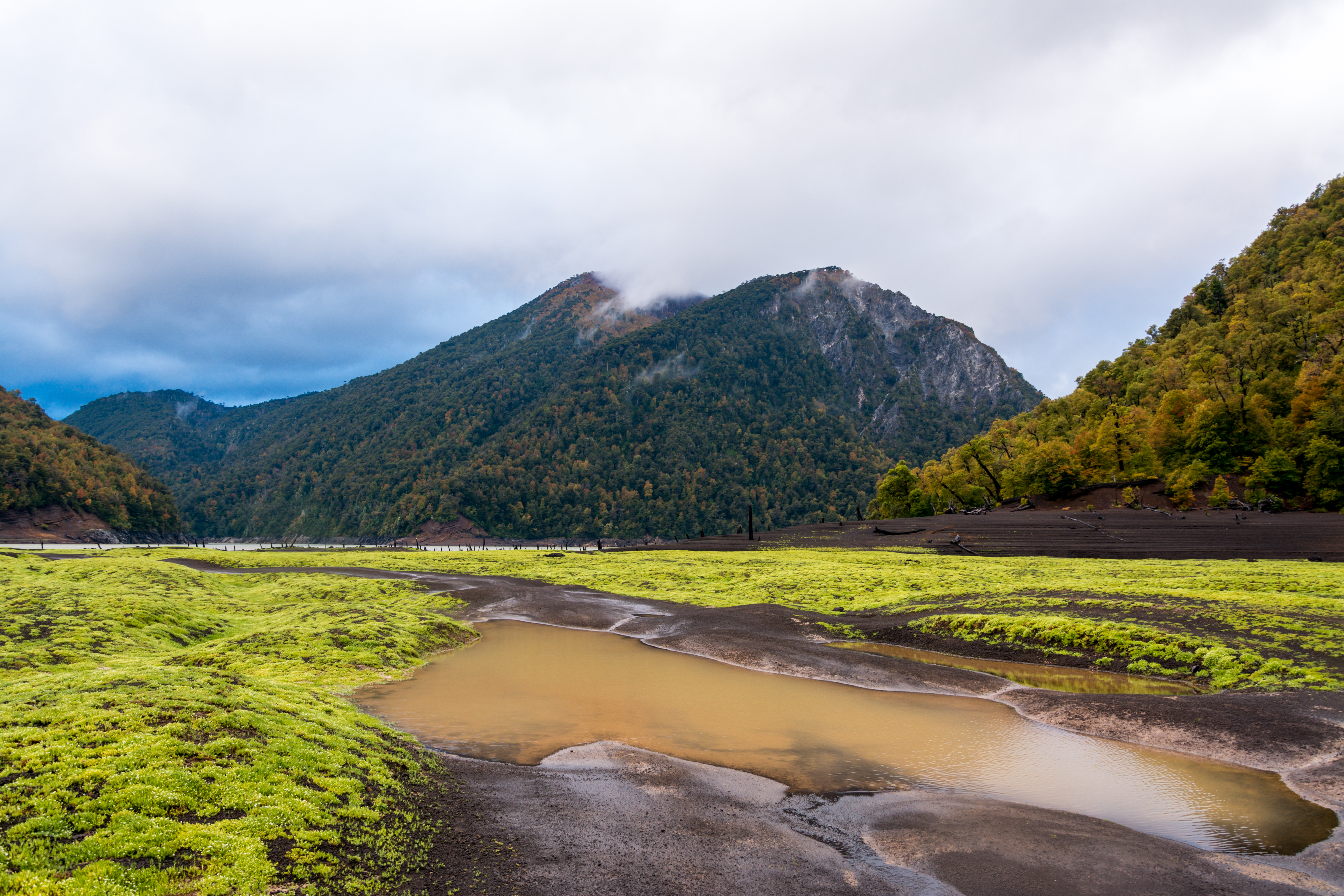
Laguna Verde en el parque nacional Conguillio.

Conguillío proviene de "Ko-nqilliu" que en lengua mapuche significa 'piñones en el agua' o 'entre piñones' basándose en que abundan las araucarias y la existencia de lagos y lagunas a los que rodean.

## Historia
La Unidad fue creada como parque nacional "Los Paraguas" el 21 de agosto de 1940, con 18.750 ha. 
junto con este se forma el 26 de mayo de 1950 "la Reserva Forestal Conguillío" con 36.000 ha. que luego el 17 de octubre de 1967 se anexa el sector "Laguna Verde", con 137 ha. Lo que finalmente el 15 de abril de 1987 se reconstituye dando forma al parque nacional Conguillío. actualmente el parque nacional tiene un tamaño de 60.833 ha. Además en 1983 el Parque fue denominado Reserva de la Biosfera llamándose Reserva de la biosfera Araucarias, este Parque se ubica en las Comunas de Curacautín, Lonquimay, (Provincia de Malleco) Vilcún, Cunco y Melipeuco (Provincia de Cautín).

### Reserva de la Biosfera Araucarias
Creada en la década de 1983 esta reserva comprendía un predio de 93 000 ha, incluyendo al parque nacional Conguillío y la Reserva Nacional Alto Biobío. En años posteriores entidades estatales chilenas y privadas deciden reformar la reserva y plantear la integración de 1 140 000 ha, lo que aumentaba en grandes proporciones a la reserva, esto se concretó y fue aceptado para proteger al bosque de araucarias, coigües y variadas especies que conforman el variado ecosistema andino y pre-andino de la región.

### Geoparque Kütralcura
En el año 2009 si inicia un proyecto de creación de un Geoparque en la Araucanía ideado por CORFO que conformaría el primero en Chile y traería una nueva idea de turismo al país y la región, de esta forma en 2010 se inicia la planificación de este que integraría la zona andina de la Araucanía abarcando desde el volcán Tolhuaca por el norte a los Nevados de Solipulli por el sur, logrando en el año 2011 comenzar con capacitaciones y comenzar el estudio de los puntos más interesantes para el público turista. En el centro de este primer Geoparque de 8.100km2, se ubica el parque nacional Conguillío. Este territorio, contiene en total a seis áreas protegidas, cinco volcanes, y una gran geodiversidad, con diversos tipos de paisajes y una historia geológica que abarca más de 200 millones de años.

## Clima
De acuerdo a la clasificación de Koeppen el parque nacional posee dos tipos de climas, Templado-Cálido de menos de cuatro meses secos y Hielo por efecto de altura.
TEMPLADO-CALIDO CON MENOS DE CUATRO MESES SECOS: en el área de la precordillera, las temperaturas promedios fluctúan entre los 15.1C en el mes más cálido, enero y 6.0C en junio y julio, los meses más fríos. Desde mayo a octubre las mínimas medias son inferiores a 3 °C, cifra que implica la ocurrencia de frecuentes heladas. Las precipitaciones oscilan entre los 1500 a 2500 mm al año. La humedad relativa es baja.
HIELO POR EFECTO DE ALTURA: Cumbres de cerros a partir 1400 m s.m., y donde el agua se encuentra en forma nieve. La temperaturas dominantes son bajas, frecuentemente, son menores a 0 °C, tanto en invierno como en verano. Las precipitaciones bordean los 3000 mm anuales. Se presenta una baja humedad relativa. Es necesario destacar que este tipos de clima es de carácter estacional presentándose, desde fines de otoño, y hasta mediados de primavera.

## Flora

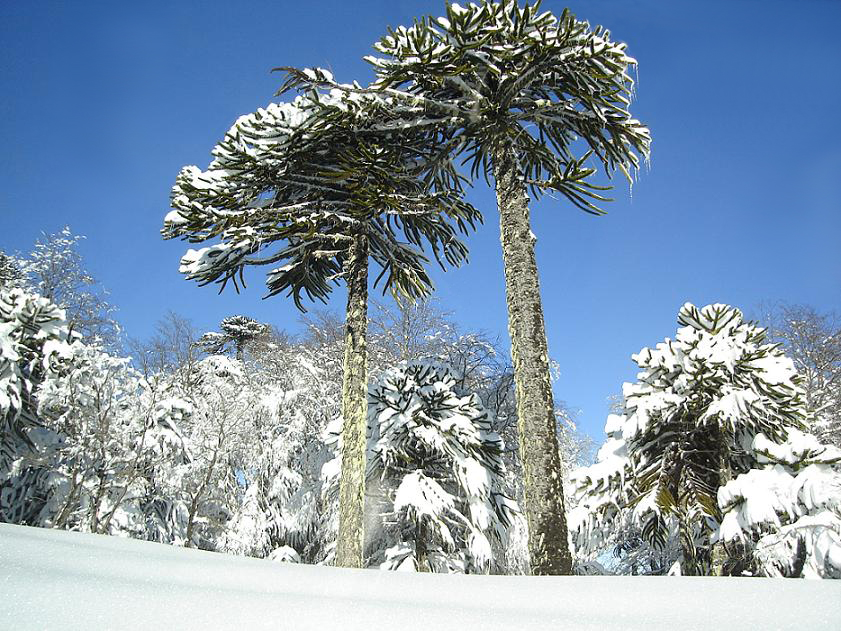
Araucarias invernales

El parque tiene una flora variada y única en Chile y el mundo debido a la existencia de los grandes bosques de araucarias y coigües que recuerdan a la época de los dinosaurios entre la flora existen:
| Especie                      | Nombre Científico        | Tipo  |
| ---------------------------- | ------------------------ | ----- |
| Araucaria                    | Araucaria araucana       | Común |
| Ciprés de la Cordillera      | Austrocedrus chilensis   | Medio |
| Coihue                       | Nothofagus dombeyi       | Común |
| Lleuque                      | Prumnopitys andina       | Rara  |
| Liuto                        | Alstroemeria aurea       | Común |
| Flor de la Araña             | Arachnitis uniflora      | Rara  |
| Estrellita                   | Asteranthera ovata       | Común |
| Frutilla Silvestre o Chilena | Fragaria chiloensis      | Común |
| Quilmay                      | Elytropus chilensis      | Medio |
| Canelo Enano                 | Drimys andina            | Común |
| Palmilla                     | Lophosoria quadripinnata | Medio |
| Michay                       | Berberis darwinii        | Común |

## Fauna
En cuanto a la fauna el parque es muy variado teniendo muchas especies, siendo esto impresionante debido a la baja cantidad de fauna que existe en Chile, debido a que el parque está en el sur y en la Región de La Araucanía tiene gran variedad de mamíferos, peces, reptiles, anfibios y muchas aves.

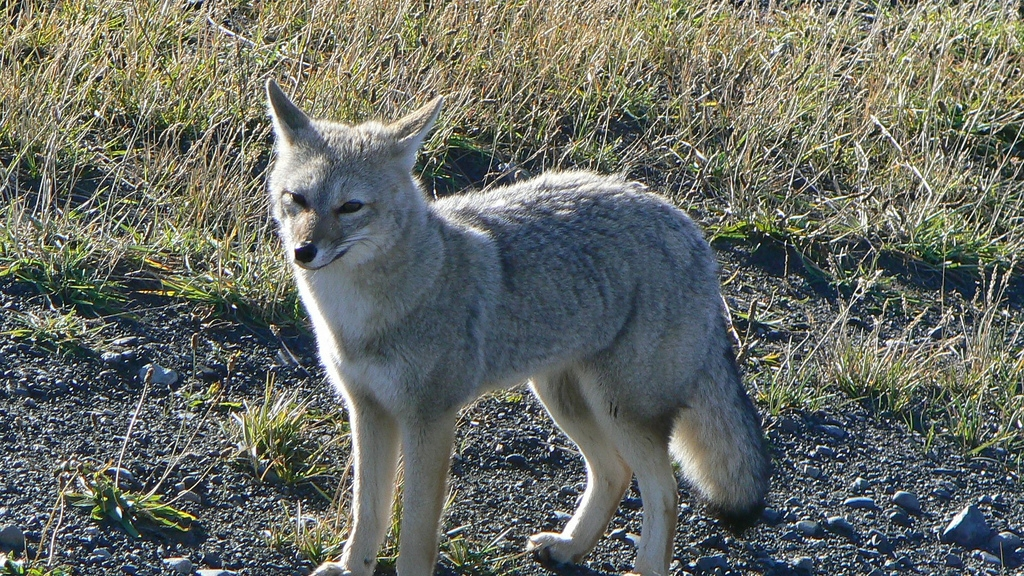
Zorro Chilla, común en la Región

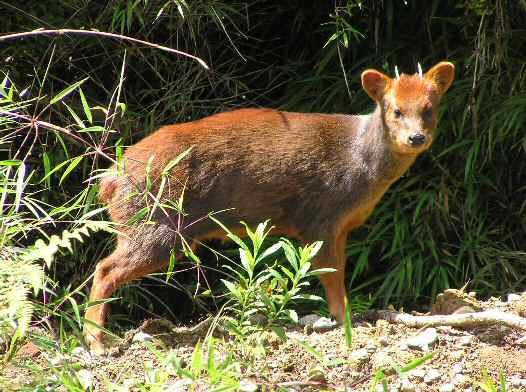
Pudú en pastizales

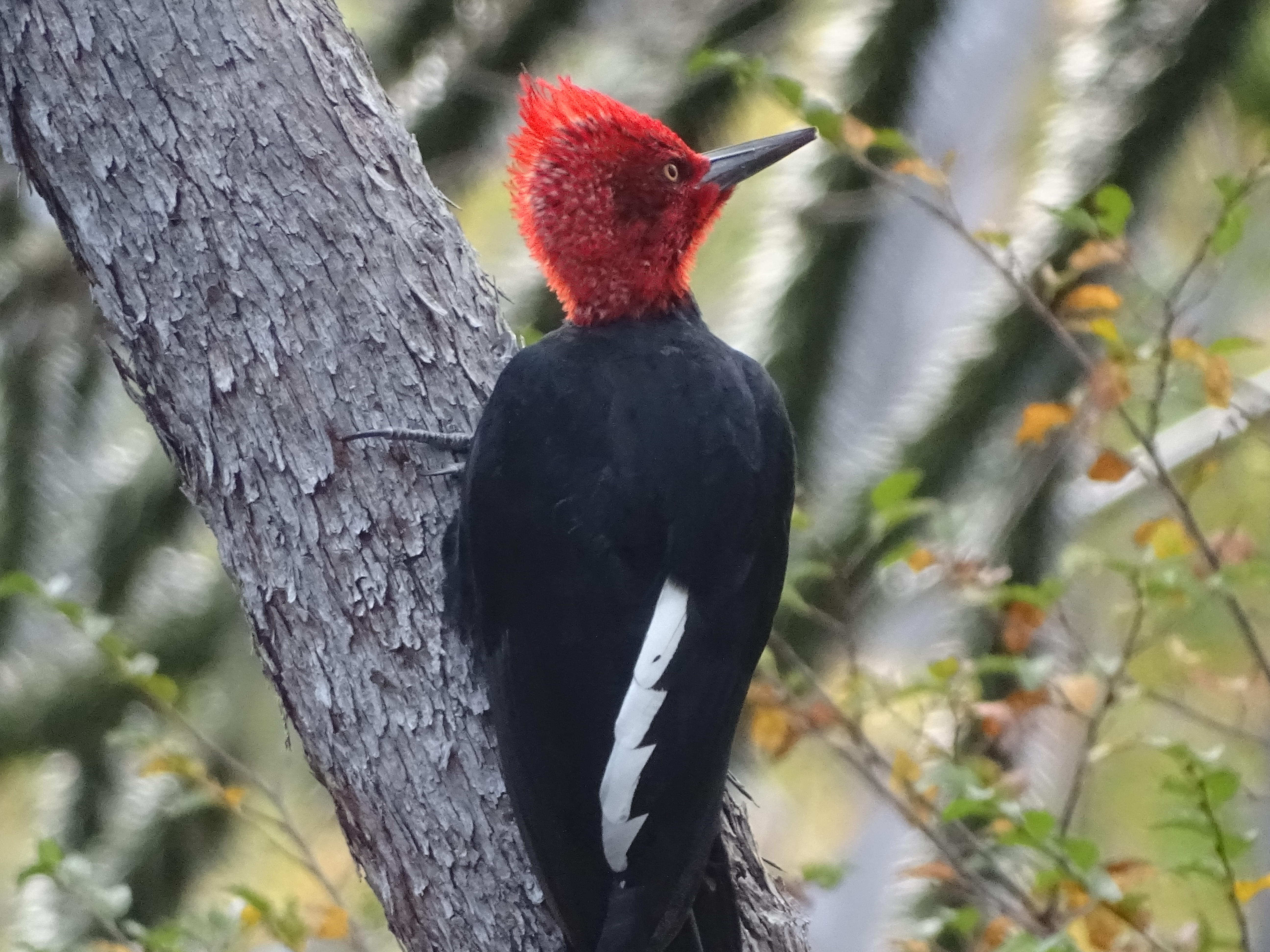
Pájaro carpintero macho en el parque nacional Conguillio.

| Especie               | Nombre Científico    | Estado      |
| --------------------- | -------------------- | ----------- |
| Güiña                 | Leopardus guigna     | En Peligro  |
| Degu                  | Octodon degus        | Vulnerable  |
| Quique                | Galictis cuja        | Riesgo Bajo |
| Puma                  | Felis concolor       | Riesgo Bajo |
| Pudu                  | Pudu                 | Vulnerable  |
| Viscacha de Montaña   | Lagidium viscacia    | En Peligro  |
| Ratón Topo Valdiviano | Geoxus valdivianus   | Riesgo Bajo |
| Laucha de Pelo largo  | Akodon longipilis    | En Peligro  |
| Zorro Culpeo          | Pseudalopex culpaeus | Vulnerable  |
| Zorro Chilla          | Pseudalopex griseus  | Vulnerable  |

## Vías de accesos
- Sector Los Paraguas: se accede por camino Cajón-Vilcún-Cherquenco, asfaltado desde Cajón hasta Cherquenco, resto ripiado, transitable todo el año, excepto días de nieve, por lo cual se debe usar cadenas y doble tracción.

- Sector Conguillío: por Victoria-Curacautín, Ruta CH-181, camino asfaltado hasta Curacautín, el resto ripiado, transitable todo el año hasta guardería Captrén, dependiendo de la acumulación de nieve, el resto sólo es transitable en período estival, de noviembre a marzo. También se puede acceder a este sector hasta la entrada del Parque vía Lautaro-Curacautín, hasta Curacautín, el resto ripiado en buen estado; luego continúa calaminoso hasta la caseta de control, 8 km aproximadamente.

- Sector Truful-Truful: desde Temuco se accede por Padre las casas hacia la ruta a Cunco, todo asfaltado hasta Melipeuco, teniendo Luego partes con ripio y asfalto para llegar a la caseta Truful-Truful (en el 2011 se inició el proceso de asfaltado del camino Melipeuco al parque).

## Visitantes
Este parque recibe una gran cantidad de visitantes cada año, principalmente chilenos y extranjeros en menor medida.
| Año         | 2012   | 2013   | 2014   | 2015   | 2016    | 2017   | 2018    | 2019    | 2020   | 2021    | 2022   | 2023    | 2024   |
| ----------- | ------ | ------ | ------ | ------ | ------- | ------ | ------- | ------- | ------ | ------- | ------ | ------- | ------ |
| chilenos    | 55.318 | 78.150 | 67.674 | 85.211 | 106.875 | 88.267 | 119.538 | 136.271 | 80.657 | 105.851 | 96.607 | 121.577 | 66.615 |
| extranjeros | 4.505  | 3.589  | 3.336  | 4.410  | 4.834   | 4.705  | 6.008   | 6.099   | 2.553  | 0       | 1.854  | 3.587   | 20.505 |
| Total       | 59.823 | 81.739 | 71.010 | 89.621 | 111.709 | 92.972 | 125.546 | 142.370 | 83.210 | 105.851 | 98.461 | 125.164 | 87.120 |

## Excursiones

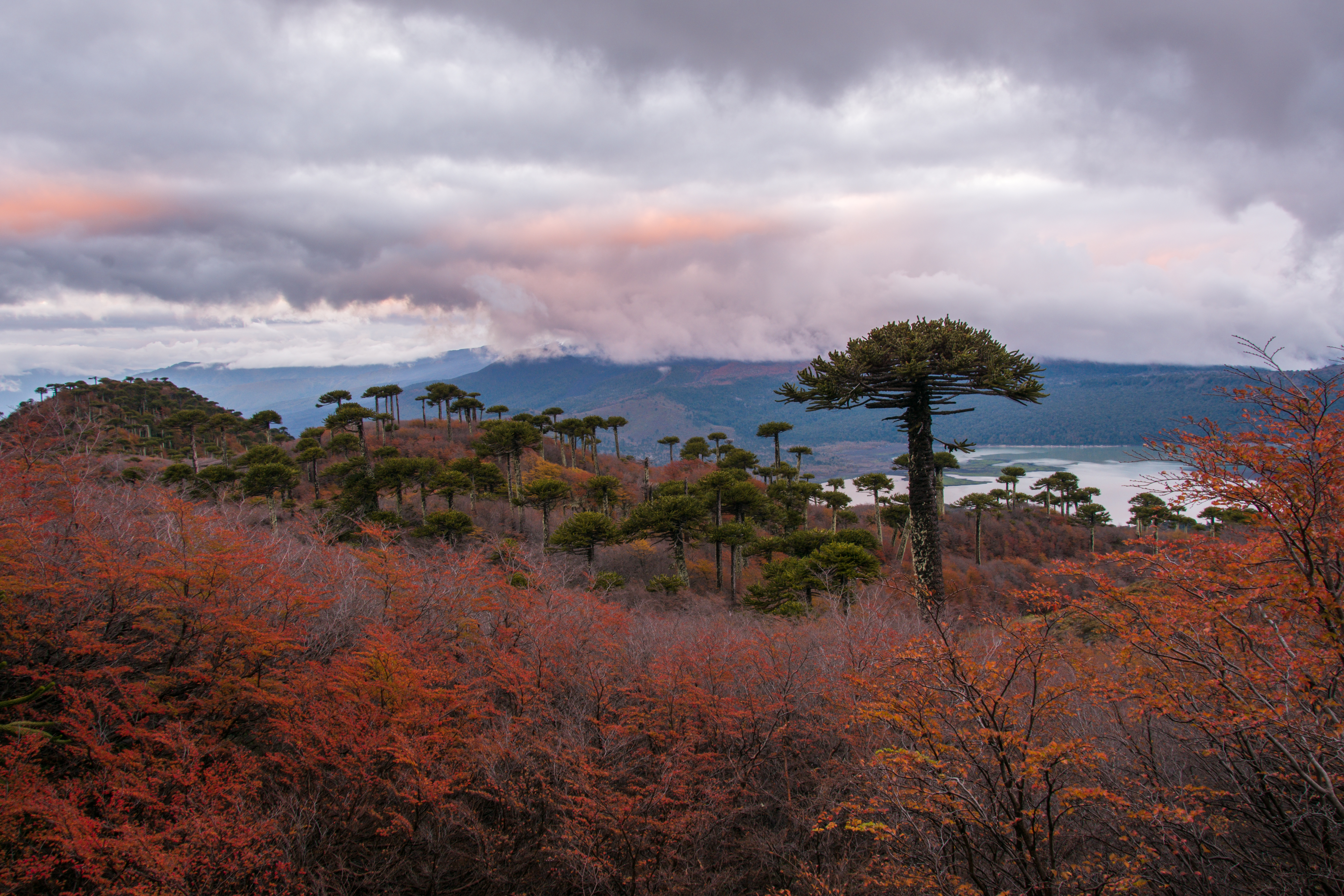
Otoño en el Parque Nacional Conguillio.

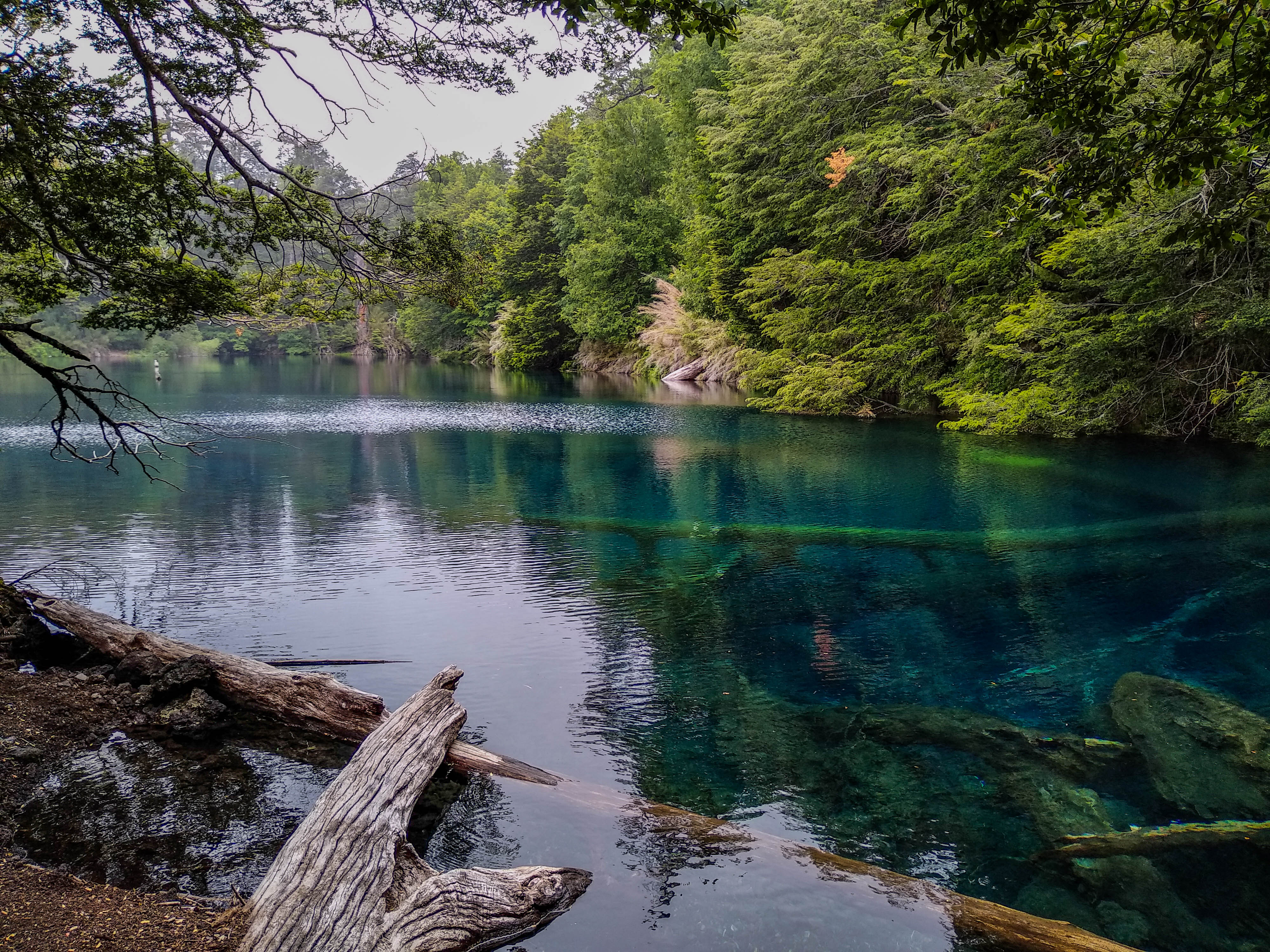
Laguna Arcoíris.

En el parque nacional existen variados senderos los cuales podrán ser guiados, o autoguiados pudiendo acceder a todo el parque y los sectores de mayor interés y característicamente de este.
- Sierra Nevada, 10 km - 3 h ida
- Los Carpinteros: 8 km - 2,5 h ida
- Pastos Blancos, 11 km - 5 h ida
- Contrabandista, 15 km - 3,5 h ida
- Travesía Río Blanco, 5 km - 5 h ida
- Travesía a Malalcahuello, 10 km - 48 h
- Ruta al Llaima, 8 km - 8 h ida
- Conguillio Los Paraguas, 9 km, 10 h
- Cañadón Truful Truful, 0,8 km - 45 min ida
- Las Vertientes, 0,8 km - 45 min ida
- Las Araucarias, 0,8 km  - 45 min ida
- La Ensenada, 0,8 km - 45 min ida
- Lan Lan 0,2 km - 20 min ida
- Los Escoriales, 17,8 km - 6 h ida

Otras posibilidades son las actividades náuticas, en las que se puede acceder al lago Conguillío en botes arrendados en la administración, o pescando con los Carnet de Pesca al día.

## Erupción del volcán Llaima

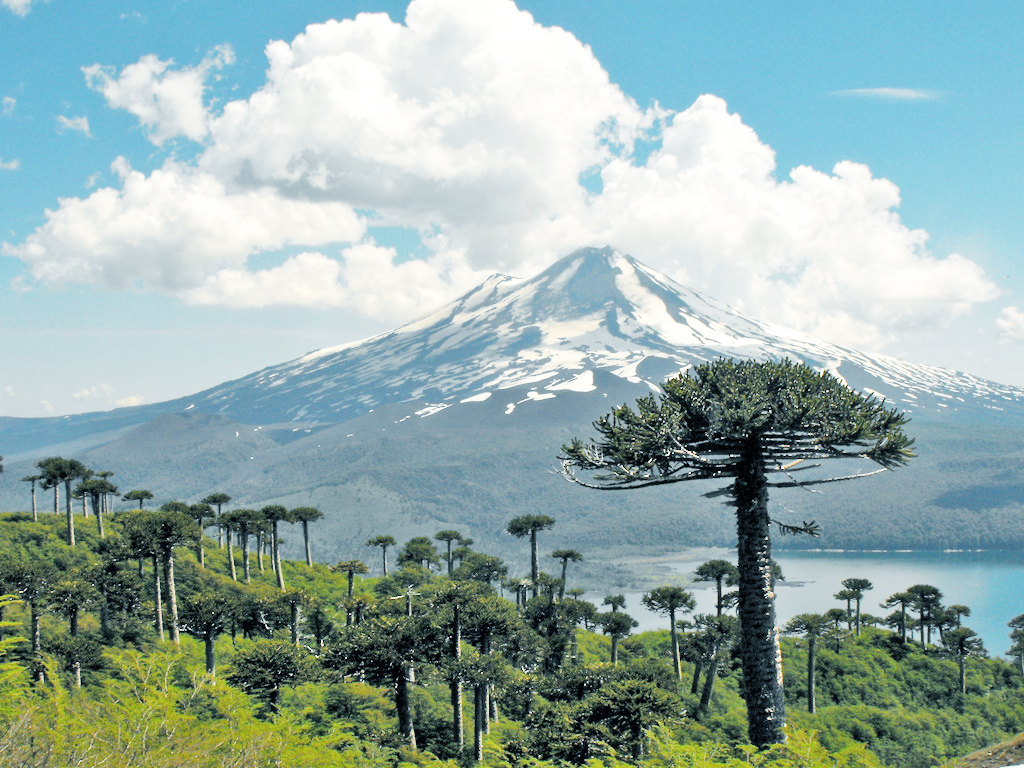
Subida a Sierra Nevada, Parque Nacional Conguillio, IX Región, Chile.

El 1 de enero de 2008 se produjo la última erupción del volcán. El Parque debió ser evacuado, incluidos unos 150 turistas y los funcionarios de CONAF, debido a que a las 18:20 horas -hora local- el volcán Llaima entró en erupción.
Durante la erupción, lanzó fumarolas y material sólido hasta unos mil metros por encima de su cráter principal, ubicado a 3.150 metros, según informaron las autoridades.

## Protección del subsuelo
El parque nacional Conguillío cuenta con una protección de su subsuelo como lugar de interés científico para efectos mineros, según lo establece el artículo 17 del Código de Minería. Estas labores sólo pueden ser ejecutadas mediante un permiso escrito por el presidente de la República y firmado además por el ministro de Minería.
La condición de lugar de interés científico para efectos mineros fue establecida mediante Decreto Supremo N°133 de 29 de agosto de 1989 y publicado el 26 de octubre de 1989. que fija el polígono de protección.